# Леран (Арьеж)
Лера́н (фр. Léran) — коммуна во Франции, находится в регионе Юг — Пиренеи. Департамент коммуны — Арьеж. Входит в состав кантона Мирпуа. Округ коммуны — Сен-Жирон.
Код INSEE коммуны — 09161.

## Население
Население коммуны на 2008 год составляло 545 человек.
| 1962 | 1968 | 1975 | 1982 | 1990 | 1999 | 2008 |
| ---- | ---- | ---- | ---- | ---- | ---- | ---- |
| 571  | 599  | 592  | 548  | 595  | 539  | 545  |

## Экономика
В 2007 году среди 312 человек в трудоспособном возрасте (15—64 лет) 215 были экономически активными, 97 — неактивными (показатель активности — 68,9 %, в 1999 году было 70,9 %). Из 215 активных работали 180 человек (94 мужчины и 86 женщин), безработных было 35 (13 мужчин и 22 женщины). Среди 97 неактивных 19 человек были учениками или студентами, 38 — пенсионерами, 40 были неактивными по другим причинам.

## Достопримечательности
- Замок Леран (1163 год)

## Фотогалерея
- Вид на Эг-Вив, Леран и водохранилище Лак-де-Монбель